# メトロポリタン・オペラ
座標: 北緯40度46分22秒 西経73度59分3秒 / 北緯40.77278度 西経73.98417度

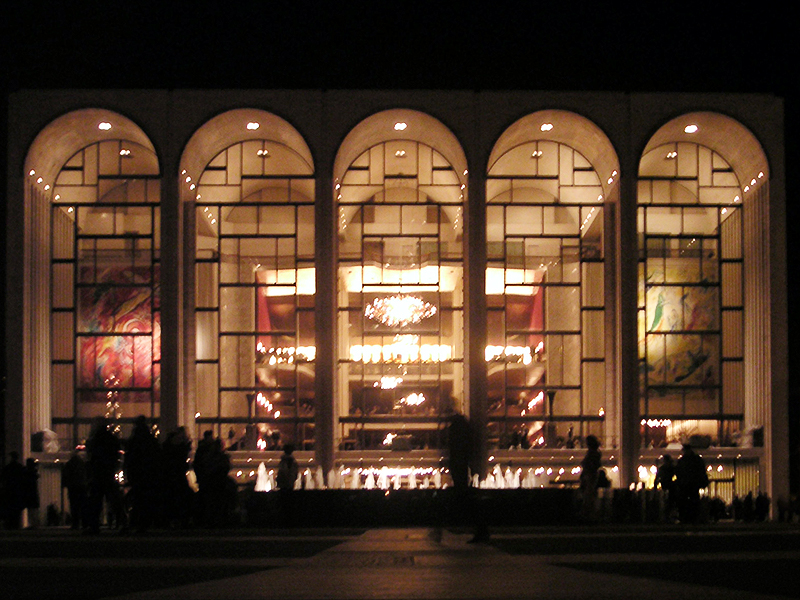
メトロポリタン・オペラの本拠地、リンカーン・センターのメトロポリタン・オペラ・ハウス

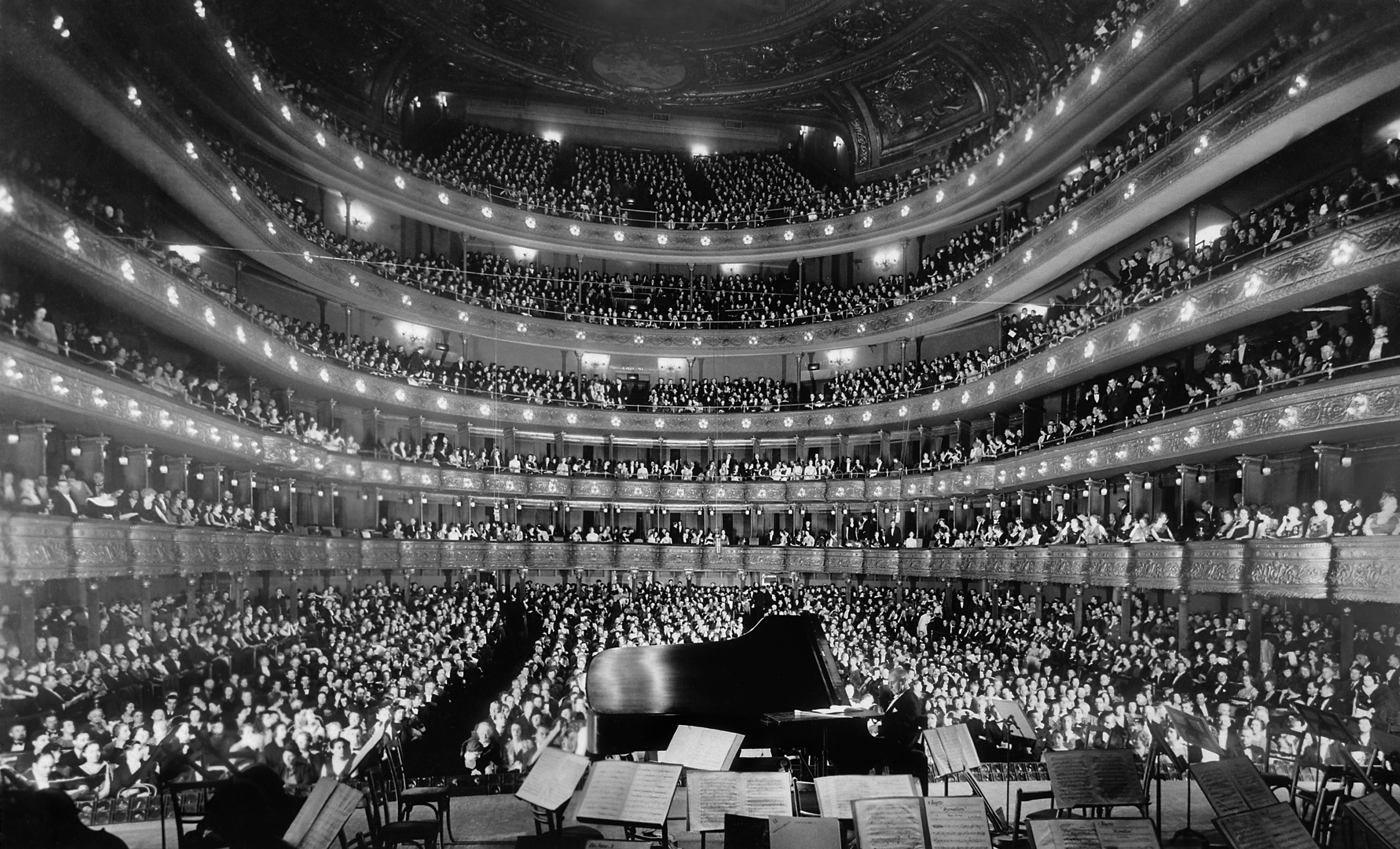
1937年11月28日、旧メトロポリタン・オペラ・ハウスで行われたピアニストヨゼフ・ホフマンのコンサートにて、ステージ後方からの眺め。

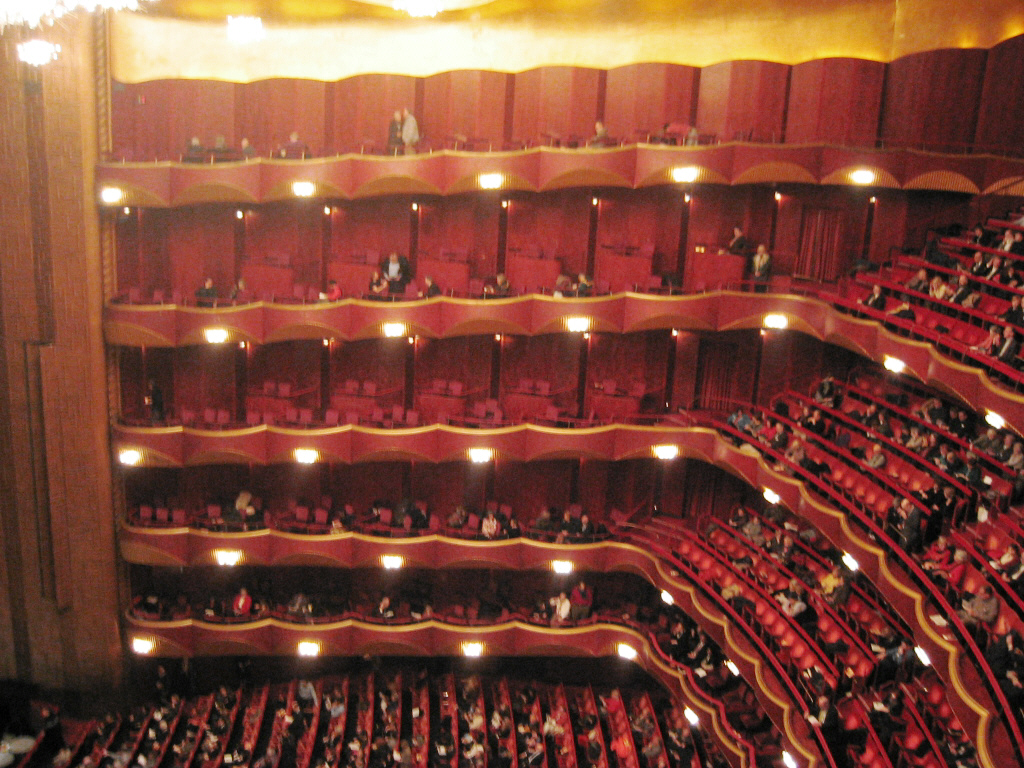
リンカーン・センターのメトロポリタン・オペラ・ハウスの観客席

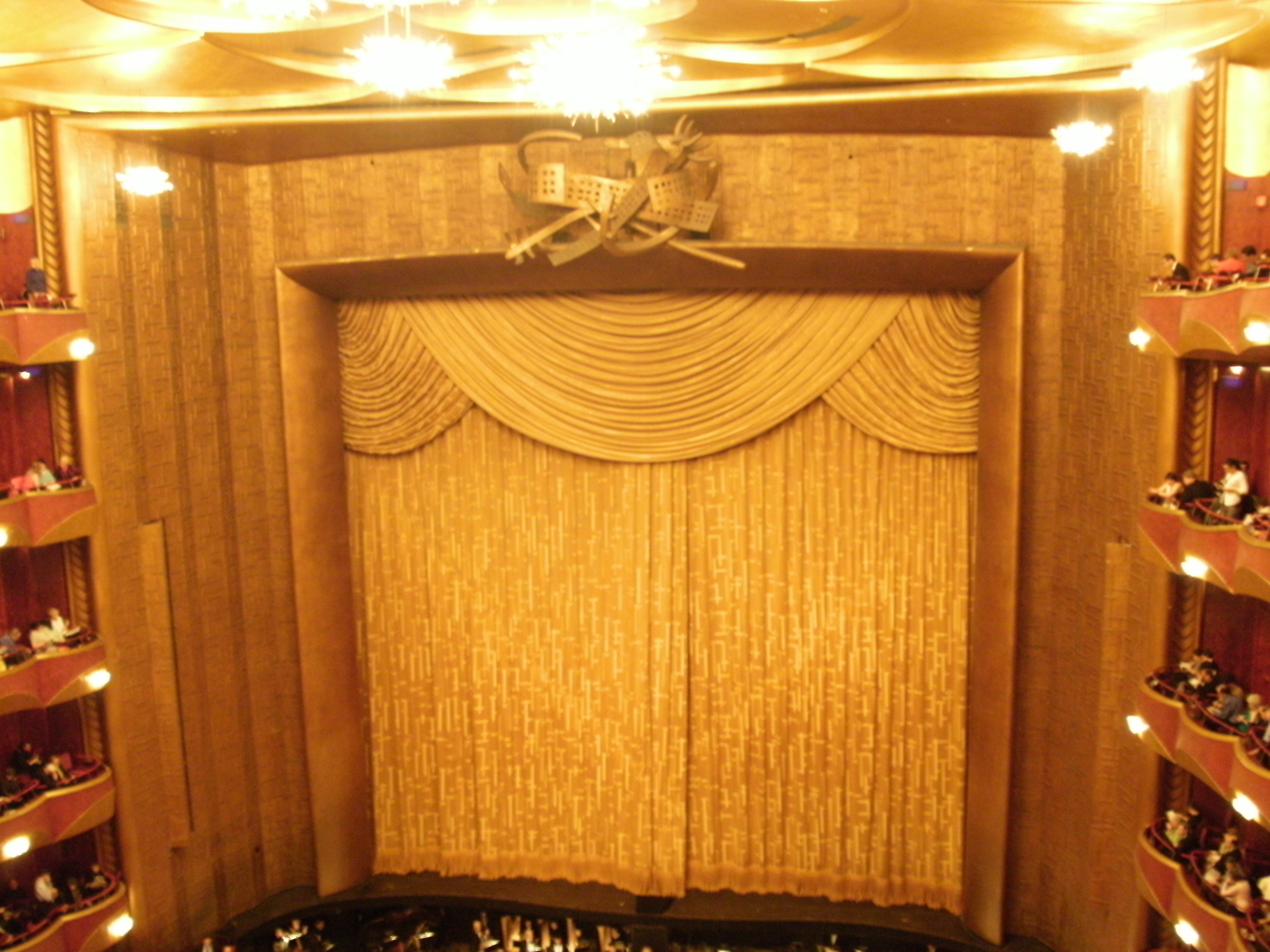
観客席の金色のカーテン

メトロポリタン・オペラ（英: Metropolitan Opera）は、アメリカ合衆国ニューヨーク市に本拠を置くオペラ・カンパニー（歌劇団）である。しばしばメト (MET) と呼ばれる。本拠地の歌劇場はマンハッタンのリンカーン・センターの敷地内に建つメトロポリタン・オペラ・ハウスである。このカンパニーは非営利組織のMetropolitan Opera Associationによって運営されている。現在の統括マネージャーはピーター・ゲルブ、音楽監督はヤニック・ネゼ＝セガンである。このオペラ・カンパニーは、それ以前に存在したアカデミー・オブ・ミュージック・オペラ・ハウス (en) の後を継ぐために1880年に設立された。

## 概要
メトロポリタン・オペラは北米で最大のクラシック音楽組織である。9月下旬から5月の年間シーズンで約27の異なるオペラ演目を上演する。これらの演目はレパートリー制（ローテーション制）を取っており、4つの異なるオペラ作品から一週間で最大7回の上演を行う。舞台は月曜日から土曜日の晩と日曜日の午後 (matinée) に上演される。毎シーズン、幾つか新しいオペラ演目（演出）が上演される。時に、他のオペラ・ハウスから借りてきたまたは共有された作品が上演される。オフシーズンには、以前のシーズンの作品の再上演が行われる。2012-13シーズンは28演目が計209回上演された。
メトにより上演されるオペラ演目は、18世紀のバロックおよび19世紀のベルカントから20世紀のミニマリズムまで多岐に渡っている。 これらのオペラは精巧な伝統的舞台装置を用いた様式から現代的なデザインを全面的に取り入れた様式まで広範に渡る舞台演出で上演される。
メトの舞台カンパニーは、交響楽団サイズのオーケストラ、コーラス、児童合唱団、そして助演およびソロ歌手によって構成されている。そのカンパニーはまた、シーズンを通して、多くのフリーランスのダンサー、俳優、ミュージシャン、および他のパフォーマーも採用する。メトの出演歌手はアメリカ人および海外アーティストの両方が登録されており、中にはメトの若手アーティストプログラム出身の者たちもいる。多くの歌手はカンパニーのゲストとして定期的に出演しているが、ルネ・フレミングやプラシド・ドミンゴのような歌手はメトと緊密な関係を長らく維持しており、毎シーズン頻繁に舞台に立っている。メト創設以来、これまで20名が首席指揮者を務めた。
附属のバレエ団「メトロポリタン・オペラ・バレエ」は2013年に解体された。

## 歴代首席指揮者

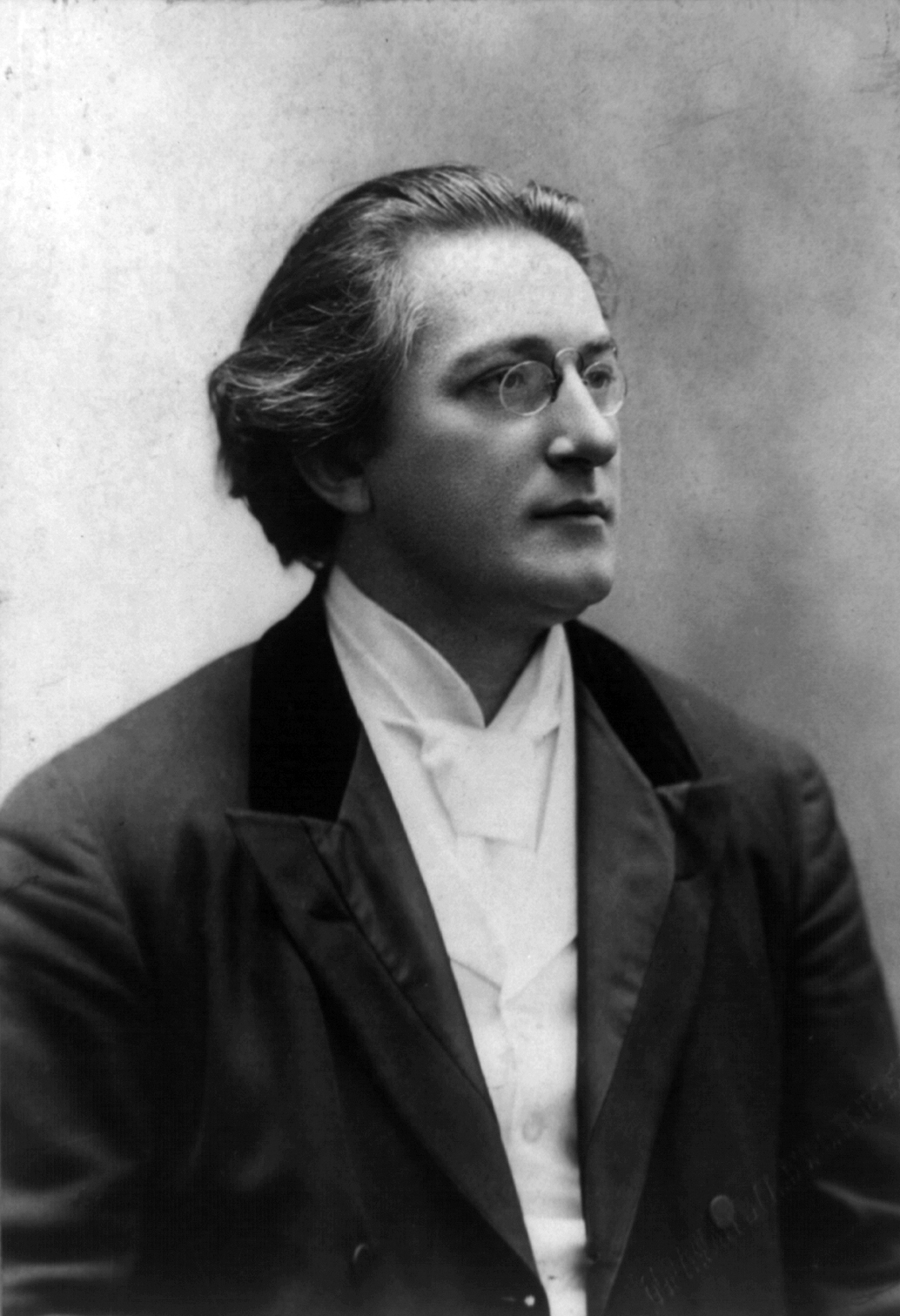
アントン・ザイドル

- アントン・ザイドル (1885–1897)
- ウォルター・ダムロッシュ (1886–1902)
- ルイージ・マンチネッリ(1893–1903)
- アルフレッド・ヘルツ (1902–1915) (ドイツ･オペラ部門首席指揮者)
- フェリックス・モットル(1903–1904)
- グスタフ・マーラー (1908–1910)
- アルトゥーロ・トスカニーニ (1908–1915)
- アルトゥル・ボダンツキー (1915–1939) (ドイツ・オペラ部門首席指揮者)
- ピエール・モントゥー (1917–1919)
- トゥリオ・セラフィン (1924–1934)
- エーリヒ・ラインスドルフ (1938–1942) (ドイツ・オペラ部門首席指揮者)
- ジョージ・セル (1942–1946)
- フリッツ・ブッシュ (1945–1949)
- フリッツ・ライナー (1949–1953)
- ディミトリ・ミトロプーロス (1954–1960)
- エーリヒ・ラインスドルフ (1957–1962)
- ラファエル・クーベリック (1973–1974) (音楽監督)
- ジェームズ・レヴァイン (1973–2016) (芸術監督)
- ヤニック・ネゼ＝セガン (2017–) (音楽監督)